# レイナ・ソフィア (フリゲート)
レイナ・ソフィア（スペイン語：SPS Reina Sofía, F84）は、スペイン海軍のミサイルフリゲート。サンタ・マリア級フリゲートの4番艦。艦名はソフィアスペイン王妃に由来する。

## 艦歴
「レイナ・ソフィア」は、バサンフェロル造船所で1987年10月12日に起工し、1989年7月12日に進水、1990年10月30日に就役した。